# オオカナダモ属
オオカナダモ属(Egeria)は、トチカガミ科の水生植物で、2種からなる。南アメリカの暖かい気候の地域が原産である。
かつては近縁のコカナダモ属に分類されていたが、輪生体の葉の数が3つではなく4つ以上であり、またより花弁の多い人目を引く花を付けることから別の属に分割された。
オオカナダモ属は帰化植物として、世界中の温帯や亜熱帯の地域で見られる。多くの場所、特にヨーロッパでは、成長が早く急速に広がるため、生態系を崩している。
日本の侵略的外来種ワースト100、外来生物法で要注意外来生物に指定されている。

## 種
- オオカナダモ Egeria densa
- Egeria naias